# Robert Aumann
Yisrael Robert John Aumann, född 8 juni 1930 i Frankfurt am Main, Tyskland, är en amerikansk-israelisk matematiker och medlem av USA:s nationella vetenskapsakademi. Han är professor vid Center for the Study of Rationality vid Hebrew University of Jerusalem i Israel. Han har också en gästposition vid Stony Brook University och är en av grundarna av Stony Brook Center for Game Theory.
Aumann tilldelades Sveriges Riksbanks pris i ekonomisk vetenskap till Alfred Nobels minne (tillsammans med Thomas Schelling) 2005 för att "ha fördjupat vår förståelse av konflikt och samarbete genom spelteoretisk analys".

## Biografi
Aumann flydde till USA med sin familj 1938, två veckor före Kristallnattens pogrom. Han gick på Rabbi Jacob Joseph School, en yeshiva high school i New York City. Han tog kandidatexamen i matematik vid City College of New York 1950. År 1952 tog han sin masterexamen och 1955 avlade han sin doktorsexamen i matematik, båda från Massachusetts Institute of Technology. Hans doktorsavhandling, Asphericity of Alternating Linkages, skriven under handledning av George Whitehead, Jr., handlade om knutteori.
Aumann gifte sig med Esther Schlesinger i april 1955 i Brooklyn. Paret fick fem barn. Äldsta sonen Shlomo, student i Yeshivat Shaalvim, dödades i aktion under tjänstgöring i Israels försvarsmakt i Libanonkriget 1982. Machon Shlomo Aumann, ett institut anslutet till Shaalvim som återpublicerar gamla manuskript av judiska lagtexter, namngavs efter honom. Esther dog i äggstockscancer i oktober 1998. I slutet av november 2005 gifte sig Aumann med Esthers syster, Batya Cohn.
Aumann var en avlägsen släkting till Oliver Sacks.

## Karriär och vetenskapligt arbete
År 1956 började han arbetad vid matematikfakulteten vid Hebrew University of Jerusalem och har varit gästprofessor vid Stony Brook University sedan 1989. Han har haft gästprofessurer vid University of California, Berkeley (1971, 1985–1986), Stanford University (1975–1976, 1980–1981) och Universite catholique de Louvain (1972, 1978, 1984).
Aumanns största bidrag ha kommit inom området för upprepade spel, som är situationer där spelare stöter på samma situation om och om igen. Han var den första som definierade begreppet korrelerad jämvikt i spelteori, vilket är en typ av jämvikt i icke-kooperativa spel som är mer flexibel än den klassiska Nashjämvikten. Dessutom har Aumann introducerat den första rent formella redogörelsen för begreppet allmän kunskap inom spelteorin. Han samarbetade med Lloyd Shapley om Aumann–Shapley-värdet. Han är också känd för sin avtalssats, där han hävdar att under dess givna förhållanden kan två Bayesianska rationalister med gemensamma tidigare övertygelser inte komma överens om att vara oense.
Aumann och Maschler använde spelteori för att analysera talmudiska dilemman. De kunde lösa mysteriet om "delningsproblemet", ett långvarigt dilemma med att förklara den talmudiska motiveringen för att dela arvet från en sen man till sina tre fruar beroende på arvets värde jämfört med dess ursprungliga värde. Artikeln i den frågan var tillägnad en son till Aumann, Shlomo, som dödades under Libanonkriget 1982, medan han tjänstgjorde som tankskytt i Israels försvarsmakts pansarkår.

## Politiska åsikter
Aumann är medlem i Professors for a Strong Israel (PSI), en högerpolitisk grupp. Han motsatte sig tillbakadragandet från Gazaremsan 2005 och hävdade att det är ett brott mot Gush Katif-bosättare och ett allvarligt hot mot Israels säkerhet. Aumann använder sig av ett fall inom spelteorin som kallas utpressningsparadoxen för att hävda att det är strategiskt dumt att ge mark till araberna baserat på den matematiska teorin. Genom att presentera ett orubbligt krav tvingar arabstaterna Israel att "ge efter för utpressning på grund av uppfattningen att det kommer att lämna förhandlingsrummet med ingenting om det är oflexibelt".
Som ett resultat av hans politiska åsikter och hans användning av sin forskning för att motivera dem kritiserades beslutet att ge honom Nobelpriset i europeisk press. En petition för att frånta honom hans pris fick underskrifter från 1 000 akademiker över hela världen.
År 2008 gick Aumann med i det nya politiska partiet Ahi som leddes av Effi Eitam och Yitzhak Levy.